# Microchloa
Microchloa R.Br. é um género botânico pertencente à família Poaceae.

## Sinônimo
- Micropogon Pfeiff. (SUS)